# Ombres al paradís
Ombres al paradís (títol original en finès: Varjoja paratiisissa) és una pel·lícula finlandesa dirigida per Aki Kaurismäki, estrenada l'any 1986. Ha estat doblada al català. Va obtenir el premi a la millor pel·lícula als premis Jussi 1987.

## Argument
Nikander és escombriaire. S'enamora de Ilona, empleada de supermercat. Ilona, que és acomiadada, roba la caixa del supermercat i no sap massa que fer-ne. Amb la finalitat d'evitar problemes, Nikander la retorna discretament al seu lloc. La connexió entre Nikander i Ilona és difícil: se separen. Però Nikander estima Ilona i marxa a la seva reconquesta.

## Repartiment
- Matti Pellonpää: Nikander
- Kati Outinen: Ilona Rajamäki
- Sakari Kuosmanen: Melartin
- Esko Nikkari: el col·lega de treball
- Kylli Köngäs: l'amiga de Ilona
- Pekka Laiho: el gerent del magatzem
- Jukka-Pekka Palo: el tercer home
- Svante Korkiakoski: policia
- Mari Rantasila: la germana de Nikander
- Safka Pekkonen: el pianista
- Antti Ortamo: segon pianista
- Mato Valtonen: Pelle
- Sakke Järvenpää: Staffan
- Ulla Kuosmanen: la dona de Melartin